# Hampus Jönsson
Hampus Erik Ludvig Jönsson, född 27 oktober 1991, är en svensk före detta fotbollsspelare. 

## Karriär
Jönssons moderklubb är FK Bromma, där han började spela fotboll som sex-sjuåring. Han var utlånad till Gröndals IK under 2010. Han debuterade för Brommapojkarna i Superettan den 9 april 2011 i en 1–1-match mot Jönköpings Södra IF. Efter säsongen 2013 fick Jönsson lämna Brommapojkarna.
I januari 2014 skrev Jönsson på ett ettårskontrakt med IK Frej. Efter en säsong i klubben flyttade han till Lund för studier på Lunds universitet. Under 2016 spelade Jönsson 10 matcher och gjorde ett mål för division 4-klubben Bjärreds IF.